# Punktualizam
Punktualizam (eng. punctuated equilibrium) ili isprekidana ravnoteža je jedan od modela tijeka evolucije. Za razliku od gradualizma, u punktualizmu se pretpostavlja da evolucijski procesi neke svojte teku brzo, a da veći dio filogenije ona biva ista i nepromijenjena. Dokazi koji idu u prilog ovom konceptu su ti da je ponekad teško naći prijelazne oblike neke svojte.
Ovu teoriju su razvili znanstvenici Richard Leakey i Peter Williamson s Harvardskog sveučilišta. Godine 1981. objavili su u časopisu Nature članak u kojem su dali dokaze za novi model tijeka evolucije. Oni su proučavali fosile puževa i školjkaša u Turkana jezeru u Keniji. Zaključili su da su neke vrste dugo vremena bile iste i nepromijenjena, ali da su dva puta u tijeku svoje evolucije doživjele eksploziju razvoja. To se događalo prije dva milijuna godina i prije sedamsto tisuća godina. Oni tvrde da su se dogodile određene promjene u okolišu koje su uzrokovale pojavu pojedinih tipova mekušaca koji su pobijedili u utrci za preživljavanje.
Autori objašnjavaju da postoji nešto što kontrolira gene, drži ih na "uzici", međutim taj stres iz okoliša ukida tu "uzicu" i zbivaju se promjene.
Valja naglasiti činjenicu da evolucija ne ide uvijek puževim korakom.